# Temporada 1972-73 de los Golden State Warriors
La temporada 1972-73 fue la vigesimoséptima de los Warriors en la NBA, y la undécima en el Área de la Bahía de San Francisco, a donde llegaron procedentes de Filadelfia, y segunda en la ciudad de Oakland con la nueva denominación de Golden State Warriors. La temporada regular acabó con 47 victorias y 35 derrotas, acabando en la cuarta posición de la Conferencia Oeste, clasificándose para los playoffs en los que cayeron en finales de conferencia ante Los Angeles Lakers.

## Elecciones en elDraft
| Ronda | Puesto | Jugador          | Posición  | Nacionalidad   | Universidad      |
| ----- | ------ | ---------------- | --------- | -------------- | ---------------- |
| 3     | 43     | Bill Chamberlain | Alero     | Estados Unidos | North Carolina   |
| 4     | 60     | John Tschogl     | Alero     | Estados Unidos | UC Santa Barbara |
| 5     | 76     | Charles Dudley   | Base      | Estados Unidos | Washington       |
| 7     | 110    | William Franklin | Ala-Pívot | Estados Unidos | Purdue           |

## Temporada regular
| División Pacífico       | División Pacífico | División Pacífico | División Pacífico | División Pacífico | División Pacífico | División Pacífico | División Pacífico | División Pacífico |
| Equipo                  | G                 | P                 | %                 | PD                | Casa              | Fuera             | Neutral           | Div               |
| ----------------------- | ----------------- | ----------------- | ----------------- | ----------------- | ----------------- | ----------------- | ----------------- | ----------------- |
| y-Los Angeles Lakers    | 60                | 22                | .732              | –                 | 30–11             | 28–11             | 2–0               | 22–4              |
| x-Golden State Warriors | 47                | 35                | .573              | 13                | 27–14             | 18–20             | 2–1               | 14–12             |
| Phoenix Suns            | 38                | 44                | .463              | 22                | 22–19             | 15–25             | 1–0               | 14–12             |
| Seattle SuperSonics     | 26                | 56                | .317              | 34                | 16–25             | 10–29             | 0–2               | 9–17              |
| Portland Trail Blazers  | 21                | 61                | .256              | 39                | 13–28             | 8–32              | 0–1               | 6–20              |

## Playoffs

### Semifinales de Conferencia
Milwaukee Bucks vs. Golden State Warriors 
| Fecha       | Partido                                        | Ciudad    |
| ----------- | ---------------------------------------------- | --------- |
| 30 de marzo | Milwaukee Bucks 110, Golden State Warriors 90  | Milwaukee |
| 1 de abril  | Milwaukee Bucks 92, Golden State Warriors 95   | Milwaukee |
| 5 de abril  | 'Golden State Warriors 93, Milwaukee Bucks 113 | Oakland   |
| 7 de abril  | Golden State Warriors 102, Milwaukee Bucks 97  | Oakland   |
| 10 de abril | Milwaukee Bucks 97, Golden State Warriors 100  | Milwaukee |
| 13 de abril | Golden State Warriors 100, Milwaukee Bucks 86  | Oakland   |
|             | Golden State Warriors gana las series 4-2      |           |

### Finales de Conferencia
Los Angeles Lakers vs. Golden State Warriors 
| Fecha       | Partido                                           | Ciudad      |
| ----------- | ------------------------------------------------- | ----------- |
| 17 de abril | Los Angeles Lakers 101, Golden State Warriors 97  | Los Ángeles |
| 19 de abril | Los Angeles Lakers 104, Golden State Warriors 93  | Los Ángeles |
| 21 de abril | Golden State Warriors 70, Los Angeles Lakers 126  | Oakland     |
| 23 de abril | Golden State Warriors 117, Los Angeles Lakers 109 | Oakland     |
| 25 de abril | Los Angeles Lakers 128, Golden State Warriors 118 | Los Ángeles |
|             | Los Angeles Lakers gana las series 4-1            |             |

## Estadísticas
| Rk | Jugador         | Edad | P  | PT | MP   | TC  | TCI  | %TC  | TL  | TLI | %TL  | RB   | AS  | FP  | PTS  |
| -- | --------------- | ---- | -- | -- | ---- | --- | ---- | ---- | --- | --- | ---- | ---- | --- | --- | ---- |
| 1  | Nate Thurmond   | 31   | 79 |    | 43.3 | 6.5 | 14.7 | .446 | 4.0 | 5.6 | .718 | 17.1 | 3.5 | 3.0 | 17.1 |
| 2  | Rick Barry      | 28   | 82 |    | 37.5 | 9.0 | 19.9 | .452 | 4.4 | 4.8 | .902 | 8.9  | 4.9 | 3.0 | 22.3 |
| 3  | Jeff Mullins    | 30   | 81 |    | 37.1 | 8.0 | 16.3 | .493 | 1.8 | 2.1 | .831 | 4.5  | 4.2 | 2.5 | 17.8 |
| 4  | Cazzie Russell  | 28   | 80 |    | 30.4 | 6.8 | 14.8 | .458 | 2.2 | 2.5 | .864 | 4.4  | 2.3 | 2.1 | 15.7 |
| 5  | Jim Barnett     | 28   | 82 |    | 27.0 | 4.8 | 10.3 | .467 | 2.2 | 2.6 | .843 | 3.1  | 3.7 | 1.8 | 11.8 |
| 6  | Clyde Lee       | 28   | 66 |    | 22.4 | 2.6 | 5.5  | .466 | 1.1 | 2.0 | .565 | 9.1  | 0.5 | 2.8 | 6.3  |
| 7  | Joe Ellis       | 28   | 74 |    | 14.2 | 2.7 | 6.6  | .409 | 0.9 | 1.3 | .742 | 3.8  | 1.2 | 1.9 | 6.3  |
| 8  | Ron Williams    | 28   | 73 |    | 13.9 | 2.5 | 5.6  | .440 | 1.0 | 1.1 | .904 | 1.1  | 1.6 | 1.5 | 6.0  |
| 9  | Walt Hazzard    | 30   | 46 |    | 13.7 | 1.8 | 4.3  | .418 | 1.0 | 1.1 | .863 | 1.7  | 2.4 | 2.0 | 4.5  |
| 10 | Charles Johnson | 23   | 70 |    | 12.7 | 2.4 | 5.7  | .428 | 0.5 | 0.7 | .717 | 1.9  | 1.7 | 1.5 | 5.4  |
| 11 | George Johnson  | 24   | 56 |    | 6.2  | 0.7 | 1.8  | .410 | 0.1 | 0.3 | .412 | 2.5  | 0.1 | 0.7 | 1.6  |
| 12 | Bob Portman     | 25   | 32 |    | 5.5  | 1.0 | 2.2  | .457 | 0.6 | 0.8 | .769 | 1.6  | 0.2 | 0.5 | 2.6  |

## Galardones y récords
| Jugador       | Galardón                                        |
| Rick Barry    | 2.º Mejor quinteto de la NBA All-Star           |
| Nate Thurmond | 2.º Mejor quinteto defensivo de la NBA All-Star |